# Tribus de Galway

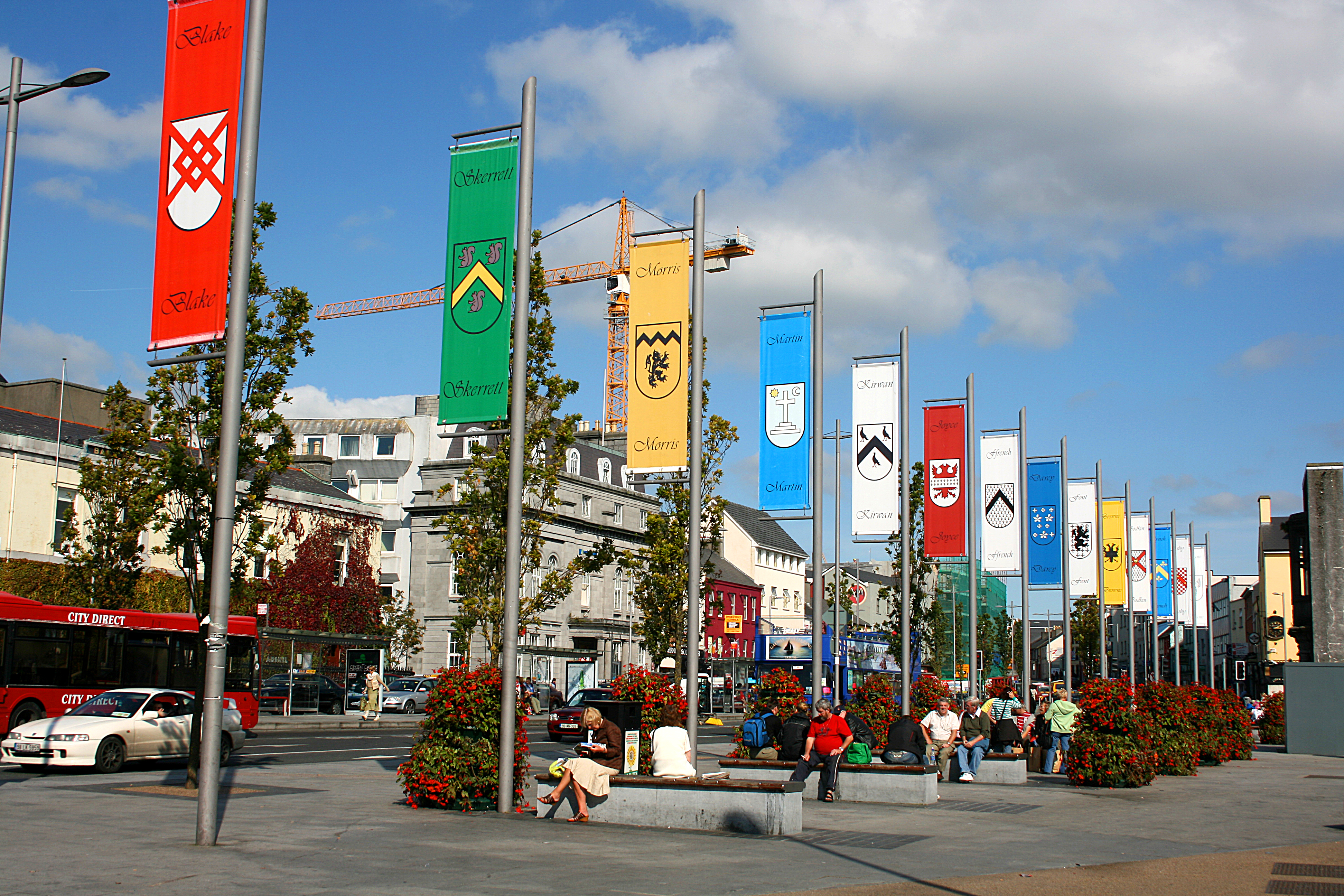
Les quatorze bannières des Tribus de Galway, flottant dans la ville.

Les Quatorze Tribus de Galway, en irlandais Treibheanna na Gaillimhe, sont un groupe de quatorze familles de marchands qui ont dominé la vie politique, commerciale et sociale de la ville de Galway en Irlande, depuis le milieu du XIIIe siècle jusqu'à la fin du XIXe siècle.
Il s'agissait des familles Athy, Blake, Bodkin, Browne, D'Arcy, Deane, Ffont, Ffrench, Joyce, Kirwan, Lynch, Martin, Morris and Skerritt.
Elles étaient toutes d'origine anglo-normande ou cambro-normande à l'exception des familles D'Arcy ou Darcy, en gaélique Ó Dorchaidhe, et Kirwan, en gaélique Ó Ciardhubháin, qui étaient d'origine irlandaise.

## Base juridique
Il semble que contrairement à d'autres systèmes urbains d'organisations familiales, comme les lignages de Bruxelles, les Tribus de Galway exerçaient un pouvoir de fait plutôt que défini par la loi.

## Membres notables

### Blake
- Joaquín Blake y Joyes, (1759–1827), militaire

### Bodkin
- Manuel Antonio Flórez Maldonado Martínez Ángulo y Bodquín, amiral
- Michael Bodkin (1888–1900), inspiration de Michael Furey de la nouvelle de James Joyce, "The Dead"

### Browne
- Garech Browne (1939-2018), patron of Irish arts and one-time manager of The Chieftains

### Darcy (Ó Dorchaidhe)
- Patrick Darcy (1598–1668), avocat
- Patrick Darcy (1725–1779), mathématicien

### Joyce
- Patrick Weston Joyce (1827-1914), historien.

### Kirwan (Ó Ciardhubháin)
- Richard Kirwan (1733–1812), président de la Royal Irish Academy
- Sarah Annette Kirwan (?-1913), première fille d'Edward Carson

### Lynch
- Isidore Lynch (1755–1841), général français de la Révolution et de l'Empire.
- Jean-Baptiste Lynch (1749–1835), maire de Bordeaux et pair de France.

### Martin(Ó Máirtín)
- Edward Martyn (1859–1923), dramaturge et homme politique.
- William Óg Martyn (vers 1566–1592), shérif et maire de Galway.

### Morris
- Andrew Morris, Maire de Galway, 1588–1589
- Michael Morris (1826–1901), juge
- Michael Morris (3e baron Killanin) (1914–99),

## Familles alliées des tribus

### Butler
Plusieurs familles notables de ce ont leurs armes sur l'ancien plan de Galway, dont un rameau des Butler, comtes d'Ormond dont un membre avait fait souche à Galway. L'un d'eux avait quitté Galway au XVIIe siècle pour donner la famille de Butler de La Rochelle.

## Compléments

### Autres types de lignages urbains
- Lignages de Bruxelles
- Daig
- Lignages de Soria
- Lignages d'Alten Limpurg de Francfort
- Paraiges de Metz
- Estendes de Verdun